# Фітин
Фітин — кальцієво-магнієва сіль фітинової кислоти, білий порошок, важкорозчинний у воді.
Фітин містить циклічний шестиатомний спирт інозит, один з ізомерів якого — міоінозит — має властивості вітаміну. Маючи ліпотропну дію, інозит запобігає ожиріння печінки при нестачі білка в раціоні. Добова потреба людини в інозіті становить 1-1,5 г.
Основним природним джерелом фітину та мезоінозиту є насіння та макуха конопель. Фітин міститься і в інших макухах та злакових висівках, але у значно меншій кількості.

## Форми випуску
Випускається у вигляді однойменного лікарського препарату, що застосовується для стимуляції кровотворення, посилення росту та розвитку кісткової тканини, а також при судинній гіпотонії, неврастенії, імпотенції, рахіті, недокрів'ї, діатезах, скрофульозі й т. д. Також входить до складу вітамінно-мінерального комплексу Д-КАЛЬЦИН" (гранули, 5 г гранул містять: фітин — 125 мг, кальцію глюконат — 375 мг, вітамін Д2 — 3000 МО), Гефефітин (таблетки, що містять 0,375 г сухих дріжджів та 0,125 г фітину) і полівітамін
За деякими даними, фітин сприяє виведенню з організму радіоактивного цезію. Однак фітин одночасно пов'язує кальцій та цинк, знижуючи їх вміст в організмі.